# واترمن ۱۸۲۲
سیارک ۱۸۲۲ (به انگلیسی: 1822 Waterman، نامگذاری:1950OO) هزار و هشتصد و بیست و دومین سیارک کشف شده‌است که در ۲۵ ژوئیه ۱۹۵۰ کشف شد.
قدر مطلق سیارک برابر ۱۳٫۶۰ است.